# Беляев, Владимир Ильич
Владимир Ильич Беляев (28.07.1910 — 26.05.2001) — советский инженер, организатор производства пороха, лауреат государственных премий.

## Биография
Родился 28 июля 1910 года в Шостке в семье рабочего Михайловского порохового завода. После обучения в школе ФЗУ при заводе № 9 ВСНХ (1925—1928) работал мастером на том же заводе.
В 1930—1934 гг. студент Казанского химико-технологического института им. С. М. Кирова. По распределению направлен на Котовский завод пластмасс (завод № 204 наркомата тяжелой промышленности), работал начальником смены. В 1935—1936 гг. служил в РККА.
В 1936 г. вернулся в Шостку на завод № 9 наркомата боеприпасов, где вскоре был назначен начальником производства нитроклетчатки.
В августе 1941 года участвовал в эвакуации завода. В 1941—1943 гг. начальник цеха по производству пироксилина на комбинате № 392 Наркомата боеприпасов в г. Кемерово, с 1943 г. главный инженер. После войны вместе с директором Н. И. Гречищевым руководил организацией производства гражданской продукции.
С 1950 года директор завода им. С. М. Кирова (завод № 98 Министерства сельхозмашиностроения СССР), где было организовано производство нитроклетчатки и совместно с учеными Казани налажен выпуск сферических порохов.
С 1951 года заместитель министра сельскохозяйственного машиностроения (в это ведомство входила тогда пороховая промышленность). В 1952 году председатель Государственной комиссии, определившей выбор площадки под строительство комбината порохов и взрывчатых веществ в Бийске.
С 1957 года заместитель председателя Татарского совнархоза, курировал работу оборонной и химической промышленности, и сельского хозяйства.
В апреле 1959 года назначен главным инженером 3-го Главного управления Госкомитета по оборонной технике СССР, а в 1965 году — главным инженером 3-го ГУ Министерства оборонной промышленности.
С 1967 года начальник 3-го ГУ Министерства оборонной промышленности, а с 1968 по 1976 год — начальник 3-го ГУ Министерства машиностроения (производство пороха).
С 1977 года персональный пенсионер союзного значения.
Сталинская премия 1950 года — за разработку конструкции, освоение и внедрение в производство передвижных механизированных зерносушилок ЗСП-1 и ЗСП-2 «Кузбасс»;
Государственная премия СССР 1967 года — за разработку технологии специальных материалов.
Заслуженный химик Российской Федерации (06.05.1993)
Награждён орденами Ленина (21.08.68), Красного Знамени (16.10.45), Трудового Красного Знамени (12.02.51), Октябрьской революции (11.10.76); медалями «За победу над Германией», «За трудовую доблесть» (1945), «За доблестный труд в Великой Отечественной войне», «За победу над Японией», «Ветеран труда» (1977).
Член Союза художников РСФСР (1970), автор более 50 картин.
Умер 26 мая 2001 года. Похоронен на Троекуровском кладбище, участок № 4, могила № 426.